# Acacia hohenackeri
Acacia hohenackeri é uma espécie de leguminosa do gênero Acacia, pertencente à família Fabaceae.